# Mikho Dukov
Mikho Dukov est un lutteur bulgare spécialiste de la lutte libre né le 29 octobre 1955.

## Biographie
Mikho Dukov participe aux Jeux olympiques d'été de 1980 à Moscou dans la catégorie des poids plumes et remporte la médaille d'argent.